# Chéu
Chéu település Franciaországban, Yonne megyében. Lakosainak száma 532 fő (2022. január 1.). Chéu Germigny, Ligny-le-Châtel, Jaulges, Saint-Florentin és Vergigny községekkel határos.

## Népesség
A település népességének változása:
| Lakosok száma | 538  | 546  | 563  | 558  | 560  | 551  | 553  | 543  | 532  |
|               | 2013 | 2015 | 2016 | 2017 | 2018 | 2019 | 2020 | 2021 | 2022 |